# Forever (quartier)
Pour les articles homonymes, voir Forever.
Forever est le nom d'un quartier qui se situe au nord du centre-ville de Lomé, capitale du Togo. 
C'est dans le quartier de Forever qu'est implanté le siège du parti présidentiel de l'ancien président togolais Gnassingbé Eyadéma, le RPT (Rassemblement du peuple togolais).